# レッツゴー!若大将
『レッツゴー!若大将』（レッツゴーわかだいしょう）は、加山雄三主演の日本映画。若大将シリーズの第9弾。香港、マカオ、京都でロケーションされた。東宝製作の香港物には欠かせない宝田明が特別出演している。東宝製作。

## 概要
本作はシリーズ最多に次ぐ入場動員(380万人)を記録している。

## ストーリー
全日本大学サッカー選手権決勝戦「京南大学VS西北大学」は、後半ロスタイムに“青大将”こと石山新次郎のミスにより決勝点を西北大学に奪われた京南大学は準優勝に終わった。試合終了後、試合について口論する石山と他のメンバーを尻目に、“若大将”こと田沼雄一は帰宅し趣味の曲作りに励む。自宅の田能久で新曲「まだ見ぬ恋人」をりきに披露している時、江口から「青大将が西北大学の祝勝会に乱入して喧嘩をしている」と連絡があり、早速仲裁に駆けつける。その際、子供を連れていた“ヤンママ”澄子と知り合う。
そして、香港に遠征する全日本選抜メンバーが発表され京南大学からは、雄一が選出された。
一方、田能久は業績好調のため日比谷に支店をオープンすることとなり、雄一は名前だけの“支店長”になった。お得意に配る記念品を選ぶため、宝石店を訪れた雄一は、澄子と再会する。子供が近所の子供で澄子が独身であると知った雄一は、早速雄一の全日本選抜メンバー選出の記念パーティーに招待する。しかし、パーティーは、雄一と踊ろうとする悦子・江美に澄子も加わっての大喧嘩になり、雄一・石山ともに早々に退散する。
香港に遠征した雄一はスポンサーの娘である美芳と出会い、翌日、美芳の案内で香港を観光することに。しかし、ちょうど香港出張で香港を訪れていた澄子と鉢合わせすることに…。また、父親の代理で（…とは名ばかりで、本当は澄子を追って）香港にやってきた青大将はマカオのカジノで日本人相手の美人局に引っ掛かり、父親から預かった所持金を全て取られ若大将に助けを求めてくる。美芳と飛行機で飛び、2万ドルの借金をする。澄子は同行した専務に言い寄られる。
帰国後、澄子には「お金持ちのお嬢さんとデートして」と責められ、悦子から「おかしい」といわれる。新・田能久が開店するも閑古鳥。向かいの店が美芳の日本支店だった。雄一が美芳といる場面を目撃した澄子は専務にプロポーズされたと告げて去る。陶芸の研究で来日している婚約者・呉隆に会いに京都に向う美芳に雄一が同行。澄子が京都で「フィアンセ」から迫られるのを助ける。試合当日、澄子のことが気がかりで試合も苦戦。澄子の店にエンゲージ・リングを買いにきた美芳と呉隆から訳を聞いた澄子はグラウンドに駈けつけ、「雄一さん、好きよ、大好きー」と声援。元気を取り戻した雄一は西北大を逆転で破る。

## ロケ地
- 国道246号 道玄坂
- 赤坂プリンスホテル旧館
- 代々木体育館前
- 赤坂見附・弁慶橋
- 銀座みゆき通り
- 羽田
- 香港
- マカオ
- 内堀通り（気象庁前）
- 竹橋
- 日比谷通り（帝国劇場前）
- 桜上水2丁目
- 京都国際ホテル
- 嵐山
- パンナム東京支店
- 横浜市三ツ沢公園球技場

## スタッフ
- 製作 - 藤本真澄
- 監督 - 岩内克己
- 監督助手 - 高橋薫明
- 脚本 - 田波靖男
- 撮影 - 逢沢譲
- 編集 - 黒岩義民
- 音楽 - 広瀬健次郎

## キャスト
- 田沼雄一 - 加山雄三
- 田沼久太郎 - 有島一郎
- 田沼りき - 飯田蝶子
- 田沼照子 - 中真千子
- 仁科澄子 - 星由里子
- 石山新二郎 - 田中邦衛
- 江口敏 - 江原達怡
- 林美芳 - 陳曼玲
- 呉隆 - 宝田明
- 足立 - 田島義文
- 坂本 - 太刀川寛
- 江美 - 五月女マリ
- 悦子 - 前田美波里
- 美人 - 森今日子
- 店員 - 原紀世子（光子）、菱見地谷子
- 稲川 - 高田稔
- 松川 - 久野征四郎
- とみ - 近藤征矢
- 馬監督 - 伴ヘンリー
- 部員 - 丸山謙一郎、勝部義夫、井上紀明
- スチュワーデス - キャシー・ホーラン、酒井和歌子
- 西北大学のサッカー部員 - 岩本弘司、大前亘
- ボーイ - 渋谷英男
- 宇野晃司
- 森下慶一
- バックバンド - 加瀬邦彦とワイルドワンズ
- オープニング・ドラムアクト - 白木秀雄（友情出演）

## 挿入歌
- 「まだ見ぬ恋人」（『平凡』募集当選歌；作詞：原とし子。補作詞：岩谷時子、作曲：弾厚作）※劇中、若大将が作った新曲として紹介される。
- 「夜空を仰いで」（作詞：岩谷時子、作曲：弾厚作）※香港での若大将と澄子のデートのシーンで歌われた。
- 「旅人よ」（作詞：岩谷時子、作曲：弾厚作）※パーティーのシーンのバックバンドはワイルドワンズ。
- 「アイ・フィール・ソー・ファイン」（作詞：作曲：弾厚作）※雄一と美芳が香港の街並みをオープンカーでドライブするシーンで使われた。
- 「フォー・オクロック」（作曲：弾厚作）※美芳の中華料理店で、飛び入りで若大将が演奏した。

## 小説
- 田波靖男・作、柳柊二・画　『美しい十代』学習研究社、1966年11月号～1967年1月号連載

## コミカライズ
上映に合わせて、「週刊マーガレット」1966年11月13号に益子かつみによって読み切り掲載された。

## 同時上映
『社長千一夜』
- 脚本：笠原良三／監督：松林宗恵／主演：森繁久彌
- シリーズ第26作目。「社長シリーズ」との2本立ては唯一。